# Saint-Médard-d’Excideuil
Saint-Médard-d’Excideuil – miejscowość i gmina we Francji, w regionie Nowa Akwitania, w departamencie Dordogne.
Według danych na rok 1990 gminę zamieszkiwało 665 osób, a gęstość zaludnienia wynosiła 36 osób/km² (wśród 2290 gmin Akwitanii Saint-Médard-d’Excideuil plasuje się na 600. miejscu pod względem liczby ludności, natomiast pod względem powierzchni na miejscu 596.).